# Newton Knight

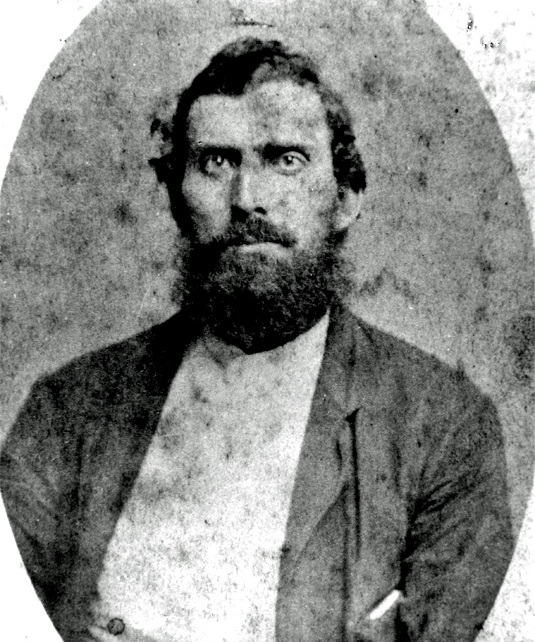
Newton Knight, Fotografie unbekannten Datums

Newton Knight (geb. 10. November 1829 im Jones County, Mississippi; gest. 16. Februar 1922 im Jasper County, Mississippi) war ein Deserteur der Konföderierten Armee im Sezessionskrieg und der lokalen Überlieferung nach Gründer des Free State of Jones im Jones County. Er erlangte internationale Bekanntheit durch den amerikanischen Spielfilm Free State of Jones aus dem Jahr 2016, der seine Biographie zum Vorbild hatte.

## Leben
Knight diente während des Sezessionskriegs in einem Bataillon aus Mississippi. Obwohl er den Austritt der Südstaaten aus der amerikanischen Union ablehnte, hatte er sich als Freiwilliger gemeldet. Bis 1863 war die allgemeine Unterstützung für die Sache der Konföderation in vielen Gegenden der Südstaaten abgeklungen, in Mississippi betraf dies vor allem die nordöstlichen Countys, wo viele Kleinbauern ein Ende des Bürgerkriegs forderten. Im Jones County führte der inzwischen desertierte Knight den Widerstand gegen weitere Rekrutierungen an. Dazu führte er mit einer Gruppe Gleichgesinnter im Stile einer Guerilla Überfälle auf konföderierte Kavalleristen durch. Dass Knight den Abfall des Jones County aus der Konföderation verkündete, also den Free State of Jones mit ihm als Präsident gründete, hat sich zwar als lokale Legende erhalten, entbehrt aber einer belastbaren historischen Faktenbasis. Nichtsdestotrotz zeigt das Überleben dieser Erzählung an, wie ausgeprägt die Stimmung gegen den Bürgerkrieg zu dieser Zeit war. Gesichert ist, dass Knight und seine Männer im Frühjahr 1864 die konföderierte Administration aus Ellisville vertrieben und über dem Courthouse die Flagge der Vereinigten Staaten hissten.
Nach dem Bürgerkrieg lebte er, obwohl bereits verheiratet, mit der früheren Sklavin seines Großvaters, Rachel, zusammen. Aus dieser Beziehung entstanden fünf Kinder, während er mit seiner offiziellen Gattin Serena neun Kinder hatte. Beide Familien lebten in zwei unterschiedlichen Häusern auf dem knapp 65 Hektar großen Grundbesitz Knights. Während der Reconstruction arbeitete er für die Bundesbehörden und befreite afroamerikanische Kinder, deren frühere Besitzer sich weigerten, sie aus der Sklaverei zu entlassen. Er diente zudem in einem Regiment, das überwiegend aus Schwarzen bestand und das Wahlrecht dieser Bevölkerungsgruppe notfalls mit Gewalt verteidigte. 1876 übertrug Knight urkundlich 65 Hektar Land an Rachel, womit diese damals in Mississippi zu einer von sehr wenigen afroamerikanischen Grundbesitzerinnen wurde.

## Film
1948 erschien der Spielfilm Das Tal der Leidenschaften (Tap Roots) von George Marshall.
Im Jahr 2015 verfilmte Gary Ross die Lebensgeschichte von Newton Knight, der von Matthew McConaughey dargestellt wurde. Der Spielfilm Free State of Jones erschien im Jahr darauf in den Kinos.